# 더르너드주

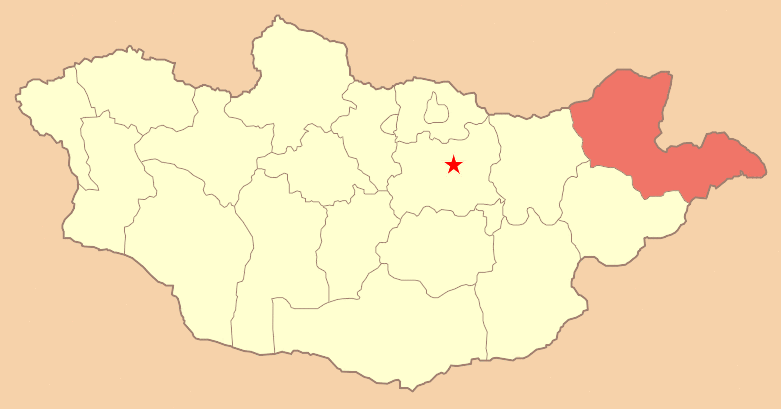
도르노트 주의 위치

더르넛도(몽골어: Дорнод, [tɔr.nʌt])는 몽골 최동단에 위치한 도로 주도는 처이발상이며 면적은 123,597.43km2, 인구는 69,552명(2011년 기준)이다. 도 이름은 몽골어로 "동쪽"을 뜻한다.